# Tour de Langkawi 2013
Il Tour de Langkawi 2013, diciottesima edizione della corsa, si svolse dal 21 febbraio al 2 marzo su un percorso di 1470 km ripartiti in 10 tappe. Fu vinto dal colombiano Julián Arredondo della Team Nippo-De Rosa davanti all'olandese Pieter Weening e allo spagnolo Sergio Pardilla.

## Tappe
| Tappa  | Data        | Percorso                         | km    | Vincitore di tappa | Leader cl. generale |
| ------ | ----------- | -------------------------------- | ----- | ------------------ | ------------------- |
| 1ª     | 21 febbraio | Kangar > Kulim                   | 162,7 | Theo Bos           | Theo Bos            |
| 2ª     | 22 febbraio | Serdang > Kuala Kangsar          | 117,8 | Theo Bos           | Theo Bos            |
| 3ª     | 23 febbraio | Sungai Siput > Cameron Highlands | 140,7 | Wang Meiyin        | Wang Meiyin         |
| 4ª     | 24 febbraio | Tapah > Kapar                    | 168   | Francesco Chicchi  | Wang Meiyin         |
| 5ª     | 25 febbraio | Proton > Genting Highlands       | 110,3 | Julián Arredondo   | Julián Arredondo    |
| 6ª     | 26 febbraio | Mentakab > Kuantan               | 217,5 | Tom Leezer         | Julián Arredondo    |
| 7ª     | 27 febbraio | Kuantan > Dungun                 | 149,8 | Andrea Guardini    | Julián Arredondo    |
| 8ª     | 28 febbraio | Kuala Terengganu > Tanah Merah   | 164,5 | Bryan Coquard      | Julián Arredondo    |
| 9ª     | 1º marzo    | Pasir Puteh > Kuala Berang       | 123,6 | Bryan Coquard      | Julián Arredondo    |
| 10ª    | 2 marzo     | Tasik Kenyir > Kuala Terengganu  | 114,8 | Francesco Chicchi  | Julián Arredondo    |
| Totale | Totale      | Totale                           | 1470  |                    |                     |

## Dettagli delle tappe

### 1ª tappa
- 21 febbraio: Kangar > Kulim – 162,7 km

| Pos. | Corridore       | Squadra  | Tempo    |
| ---- | --------------- | -------- | -------- |
| 1    | Theo Bos        | Belkin   | 4h00'17" |
| 2    | Bryan Coquard   | Europcar | s.t.     |
| 3    | Andrea Guardini | Astana   | s.t.     |

| Pos. | Corridore     | Squadra   | Tempo    |
| ---- | ------------- | --------- | -------- |
| 1    | Theo Bos      | Belkin    | 4h00'07" |
| 2    | Wang Meiyin   | Hengxiang | a 1"     |
| 3    | Bryan Coquard | Europcar  | a 4"     |

### 2ª tappa
- 22 febbraio: Serdang > Kuala Kangsar – 117,8 km

| Pos. | Corridore       | Squadra | Tempo    |
| ---- | --------------- | ------- | -------- |
| 1    | Theo Bos        | Belkin  | 2h54'48" |
| 2    | Andrea Guardini | Astana  | s.t.     |
| 3    | Aidis Kruopis   | Orica   | s.t.     |

| Pos. | Corridore       | Squadra   | Tempo    |
| ---- | --------------- | --------- | -------- |
| 1    | Theo Bos        | Belkin    | 6h54'45" |
| 2    | Andrea Guardini | Astana    | a 10"    |
| 3    | Wang Meiyin     | Hengxiang | a 11"    |

### 3ª tappa
- 23 febbraio: Sungai Siput > Cameron Highlands – 140,7 km

| Pos. | Corridore        | Squadra   | Tempo    |
| ---- | ---------------- | --------- | -------- |
| 1    | Wang Meiyin      | Hengxiang | 3h50'01" |
| 2    | Julián Arredondo | Nippo     | a 2'27"  |
| 3    | Nathan Haas      | Garmin    | a 3'11"  |

| Pos. | Corridore        | Squadra   | Tempo     |
| ---- | ---------------- | --------- | --------- |
| 1    | Wang Meiyin      | Hengxiang | 10h44'44" |
| 2    | Julián Arredondo | Nippo     | a 2'43"   |
| 3    | Nathan Haas      | Garmin    | a 3'29"   |

### 4ª tappa
- 24 febbraio: Tapah > Kapar – 168 km

| Pos. | Corridore         | Squadra      | Tempo    |
| ---- | ----------------- | ------------ | -------- |
| 1    | Francesco Chicchi | Vini Fantini | 3h44'22" |
| 2    | Andrea Guardini   | Astana       | s.t.     |
| 3    | Aidis Kruopis     | Orica        | s.t.     |

| Pos. | Corridore        | Squadra   | Tempo     |
| ---- | ---------------- | --------- | --------- |
| 1    | Wang Meiyin      | Hengxiang | 14h29'06" |
| 2    | Julián Arredondo | Nippo     | a 2'43"   |
| 3    | Nathan Haas      | Garmin    | a 3'29"   |

### 5ª tappa
- 25 febbraio: Proton > Genting Highlands – 110,3 km

| Pos. | Corridore        | Squadra    | Tempo    |
| ---- | ---------------- | ---------- | -------- |
| 1    | Julián Arredondo | Nippo      | 3h11'41" |
| 2    | Pieter Weening   | Orica      | a 26"    |
| 3    | Victor Niño      | RTS Racing | a 44"    |

| Pos. | Corridore        | Squadra | Tempo     |
| ---- | ---------------- | ------- | --------- |
| 1    | Julián Arredondo | Nippo   | 17h43'20" |
| 2    | Pieter Weening   | Orica   | a 1'22"   |
| 3    | Sergio Pardilla  | MTN     | a 2'10"   |

### 6ª tappa
- 26 febbraio: Mentakab > Kuantan – 217,5 km

| Pos. | Corridore    | Squadra   | Tempo    |
| ---- | ------------ | --------- | -------- |
| 1    | Tom Leezer   | Belkin    | 4h33'42" |
| 2    | Jung Ji-min  | KSPO      | a 27"    |
| 3    | Michał Gołaś | Omega Ph. | a 35"    |

| Pos. | Corridore        | Squadra | Tempo     |
| ---- | ---------------- | ------- | --------- |
| 1    | Julián Arredondo | Nippo   | 22h17'48" |
| 2    | Pieter Weening   | Orica   | a 1'16"   |
| 3    | Sergio Pardilla  | MTN     | a 2'10"   |

### 7ª tappa
- 27 febbraio: Kuantan > Dungun – 149,8 km

| Pos. | Corridore         | Squadra      | Tempo    |
| ---- | ----------------- | ------------ | -------- |
| 1    | Andrea Guardini   | Astana       | 3h37'17" |
| 2    | Francesco Chicchi | Vini Fantini | s.t.     |
| 3    | Aidis Kruopis     | Orica        | s.t.     |

| Pos. | Corridore        | Squadra | Tempo     |
| ---- | ---------------- | ------- | --------- |
| 1    | Julián Arredondo | Nippo   | 25h55'05" |
| 2    | Pieter Weening   | Orica   | a 1'15"   |
| 3    | Sergio Pardilla  | MTN     | a 2'10"   |

### 8ª tappa
- 28 febbraio: Kuala Terengganu > Tanah Merah – 164,5 km

| Pos. | Corridore         | Squadra      | Tempo    |
| ---- | ----------------- | ------------ | -------- |
| 1    | Bryan Coquard     | Europcar     | 3h36'47" |
| 2    | Andrew Fenn       | Omega Ph.    | s.t.     |
| 3    | Francesco Chicchi | Vini Fantini | s.t.     |

| Pos. | Corridore        | Squadra | Tempo     |
| ---- | ---------------- | ------- | --------- |
| 1    | Julián Arredondo | Nippo   | 29h31'52" |
| 2    | Pieter Weening   | Orica   | a 1'15"   |
| 3    | Sergio Pardilla  | MTN     | a 2'10"   |

### 9ª tappa
- 1º marzo: Pasir Puteh > Kuala Berang – 123,6 km

| Pos. | Corridore         | Squadra      | Tempo    |
| ---- | ----------------- | ------------ | -------- |
| 1    | Bryan Coquard     | Europcar     | 2h42'11" |
| 2    | Francesco Chicchi | Vini Fantini | s.t.     |
| 3    | Allan Davis       | Orica        | s.t.     |

| Pos. | Corridore        | Squadra | Tempo     |
| ---- | ---------------- | ------- | --------- |
| 1    | Julián Arredondo | Nippo   | 32h14'03" |
| 2    | Pieter Weening   | Orica   | a 1'15"   |
| 3    | Sergio Pardilla  | MTN     | a 2'10"   |

### 10ª tappa
- 2 marzo: Tasik Kenyir > Kuala Terengganu – 114,8 km

| Pos. | Corridore         | Squadra      | Tempo    |
| ---- | ----------------- | ------------ | -------- |
| 1    | Francesco Chicchi | Vini Fantini | 2h39'04" |
| 2    | Rico Rogers       | Synergy Baku | s.t.     |
| 3    | Graeme Brown      | Belkin       | s.t.     |

| Pos. | Corridore        | Squadra | Tempo     |
| ---- | ---------------- | ------- | --------- |
| 1    | Julián Arredondo | Nippo   | 34h53'07" |
| 2    | Pieter Weening   | Orica   | a 1'15"   |
| 3    | Sergio Pardilla  | MTN     | a 2'10"   |

## Classifiche finali

### Classifica generale
| Pos. | Corridore         | Squadra       | Tempo     |
| ---- | ----------------- | ------------- | --------- |
| 1    | Julián Arredondo  | Nippo-De Rosa | 34h53'07" |
| 2    | Pieter Weening    | Orica         | a 1'15"   |
| 3    | Sergio Pardilla   | MTN-Qhubeka   | a 2'10"   |
| 4    | Peter Stetina     | Garmin-Sharp  | a 2'30"   |
| 5    | Wang Meiyin       | Hengxiang     | a 2'40"   |
| 6    | Nathan Haas       | Garmin-Sharp  | a 2'43"   |
| 7    | Fortunato Baliani | Nippo-De Rosa | a 2'49"   |
| 8    | John Ebsen        | Synergy Baku  | a 2'55"   |
| 9    | Tsgabu Grmay      | MTN-Qhubeka   | a 2'58"   |
| 10   | Amir Kolahdozhagh | Tabriz        | s.t.      |